# Oposição Líbia

A antiga bandeira líbia usada durante a monarquia (1951-1969) havia sido utilizada por alguns manifestantes como um símbolo de oposição. Após a conclusão da guerra, tornou-se novamente a bandeira da Líbia.

As forças de oposição da Líbia ou forças rebeldes anti-Gaddafi eram grupos líbios que se opunham e militarmente derrotaram o governo de Muammar Gaddafi, matando-o no processo. Estas forças de oposição incluíram grupos de milícias organizadas e armadas, participantes da Guerra Civil Líbia de 2011, diplomatas líbios que trocaram sua lealdade do governo liderado por Gaddafi, e unidades militares líbias que mudaram de lado para apoiar os manifestantes.

## Oposição política
- Conselho Nacional de Transição
- Movimento da Juventude Líbia

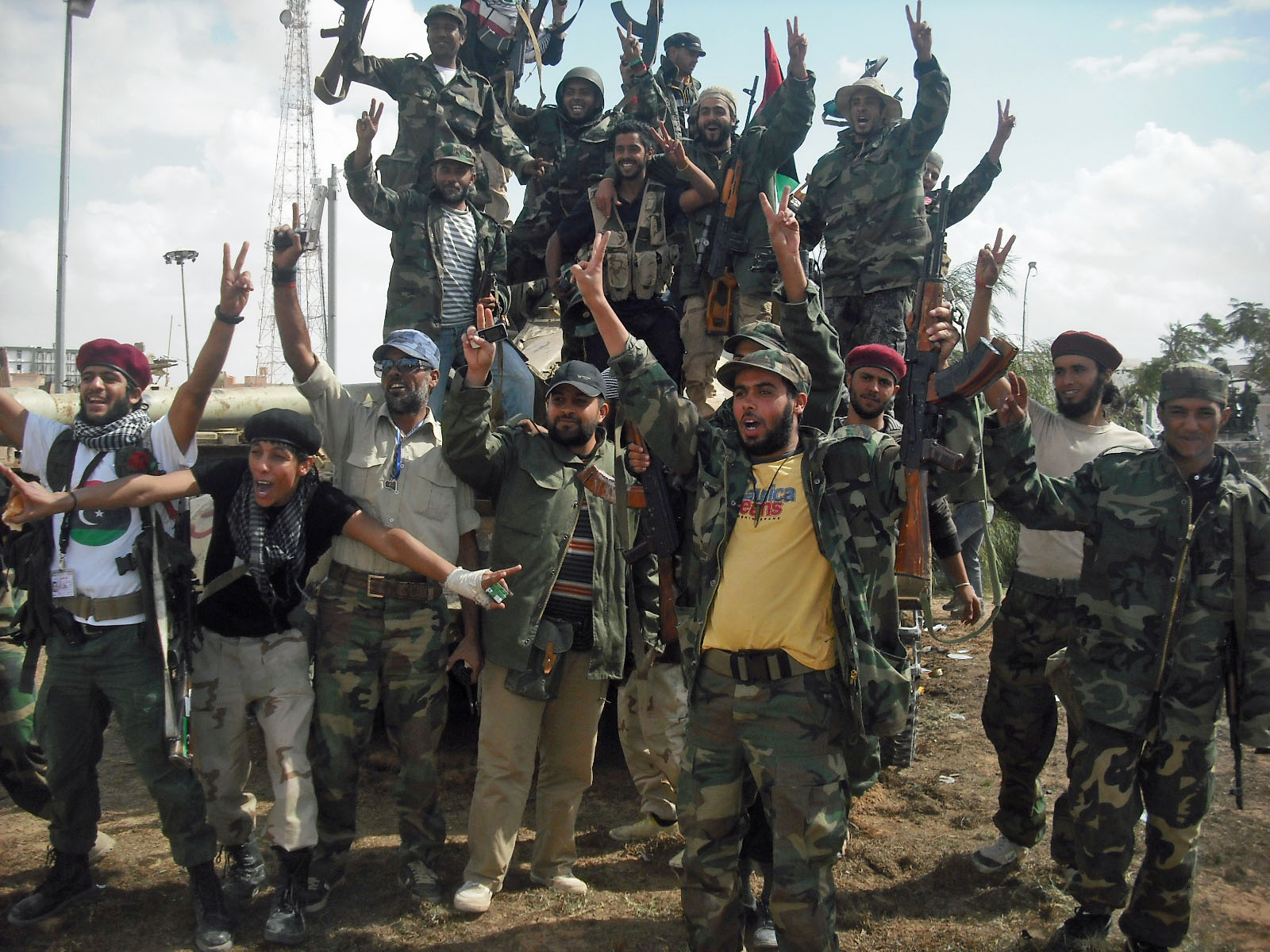
Rebeldes líbios depois de entrar na cidade de Bani Walid.

- Comitê para a Ação Nacional Líbia na Europa
- Campanha de Liberdade e Democracia Líbia
  - Partido Democrático
- Conferência Nacional para a Oposição da Líbia[2]
  - Liga Líbia para os Direitos Humanos[2]
  - Frente Nacional para a Salvação da Líbia[2]
  - União Constitucional Líbia[2]
  - Congresso Tmazight Líbio
- Movimento Islâmico Líbio
  - Al Qaeda[3][4][5]

## Oposição armada
- Exército de Libertação Nacional da Líbia
- Grupo de Combate Islâmico Líbio[6]
- Frente Toubou para Salvação da Líbia